# ネイルアート
ネイルアート （英語: Nail art） とは、手足の爪に施す化粧や装飾のことである。ネイルアートを施してくれる店をネイルサロン、その技術者を日本では一般的にネイリストという。
さまざまなネイルアート用品が市販されており、プロに限らず、自身の爪を飾る創作作業を楽しむために、ネイルアートを行う人も多くなっている（施術の比較的容易なジェルネイルを自分で行うセルフジェルが2008頃から流行し始めた）。
単にネイル（nail）だと、爪自体や釘を示す言葉だが、カタカナ語の日常生活の文脈上では単に「ネイル」でネイルアートを示す言葉として認識される。

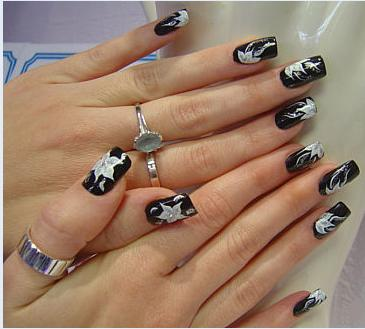
ネイルアートの例。特に決まったカテゴリーはないが、このような平面的なペイントアートをはじめ、立体 （3D） アートやエアブラシアートなどもある。

## ネイルアートの歴史
紀元前3000 - 4000年ごろの古代エジプトには、すでに爪に着色をする文化があったことがミイラなどで確認できる。ヘナなどの植物性の染料を用い、位の高い人間ほど濃い色で着彩されていたとみられる。
18世紀頃のヨーロッパで現在のようなネイルアートが広まったとされている。
中国では唐の時代に楊貴妃が爪に染色を行っていた。日本には平安時代に伝来し、ホウセンカやベニバナの花の汁を用いて爪に色をつけていた。江戸時代には遊女が行っていたことが知られている。
イギリスやアメリカでは、19世紀から20世紀初頭までは、女性は爪を塗ることよりも磨くことを追求していた。透明で塗るとツヤが出るニスをラクダの毛の筆で塗る女性もいたが、大半は、色粉やクリームを爪に刷り込みピカピカにすることが主であった。
20世紀初期（1923年）にアメリカで、自動車用に速乾性ニトロセルロースラッカー（塗料）が開発された。その後、これを応用したものが、現在使われているマニキュアの起源である。

## ネイルアートの前段

### ネイルケア
爪の表面の凹凸やルースキューティクル（甘皮が薄く伸びた部分）を処理したり、人工爪の脱着を繰り返して傷んだ爪の手入れを行い、自爪と周辺の皮膚を良好な状態にする。健康や生活のための保護や、美容や身だしなみなどの目的を伴った芸術など、ネイルケアは一つの確立された分野となっている。

### マニキュア
元来、広い意味での手と爪の手入れ（≒ネイルケア）のことであるが、日本では爪の表面を塗装すること、またはそれに用いる塗料を指す。

### ペディキュア
足と足の爪への手入れを指し、主に足の爪にエナメル液を塗ることや、そのエナメル液を指して「ペディキュア」と呼ぶ。足の爪のケアだけでなく、足の「角質」や「たこ」をとるなどの治療行為も指す。

### 付け爪
付け爪とは、自爪（地爪）に貼り付けるまたは練りつける人工爪のことである。自爪への保護作用は付け爪の種類と施術方法により異なる。生活環境や職業また体質などにより、普段は装飾ができない人や爪を伸ばせない人も、TPOに合わせて爪のおしゃれを楽しむことができる。
爪を失う、または復旧が難しい、マニキュアなどでは隠し切れない爪の変色を隠す目的でも用いられ、老人介護や医療の場、ホスピスケアなどでも用いられている場合もある。

#### 付け爪の種類 （形式別）
ネイルチップ
いわゆる付け爪といえばこれを指すことが多い。工業的に爪の形に成型された曲面状の小片。多くはアクリル樹脂製が用いられる。個人の好みや指・自爪の形に合わせてさまざまな大きさや形状のものが市販されている。
両面テープや専用の接着剤で自爪に貼り付けて使用する。あらかじめデザインされた物もストックしておくことができるため、手早く脱着して対応できる。ネイルサロンに行くことなしに爪を彩ることができる。
スカルプチュア
元来「彫刻（スカルプチャー sculpture）」という意味の英語であるが、ネイル用語としては、可塑性の樹脂素材を、自爪の上に練りつけたり、補助的な台紙（ネイルフォーム）の上で自爪の先端から延長（イクステンション、長さ出し）し、付け爪を形成することである。粘土細工のように立体的な造形をすることもできる。補助医療目的で変形変色した爪を矯正、保護する目的で用いられることもある。（日本のネイリストの口語では略して、スカルプということもあるが、頭皮の意味のスカルプ scalp とは、英語綴りが異なる）
チップオーバーレイ
ネイルチップとスカルプチュアの中間的なもので、自爪の先端数ミリのみで無装飾のハーフウェルと呼ばれるチップを接着し、スカルプチュア 素材で繋ぎ目ごと上から覆う。これによれば、作業が容易で短時間で形のきれいな長さ出しができる。
シルクラップ
これもネイルチップとスカルプチュアの中間的なもので、自爪に無装飾のチップを接着し、シルクやファイバーグラスでこれを覆い、さらにその上からスカルプチュア的な素材を塗り重ねる。これによれば、自爪を繊維により補強し、美しい表面を作りだせる。また、割れた自爪の補修にも使える。

#### 付け爪の種類 （素材別）
アクリル
アクリル樹脂を素材とするもの。上記の形式のどれにも当てはまる。形状を意図したように施術でき特長があり、シャープなフォルムを作りやすい。注意すべきは、メタメチルアクリレート（MMA）と呼ばれる、自爪へのスカルプチュアに適さない種類のアクリル樹脂で、これは過度に硬く自爪への負担が大きく、また除去が除去液アセトンによっても溶けないため、削り落とす除去方法しかなく、削る際に、自爪の表面をも削りとらざるを得ないものである。材料コストが安いため、外国の一部のサロンでは今なお使用されているが、自爪を傷めることになるものである。
ジェル
ウレタンアクリル樹脂などを主な成分とするジェル状の素材で作るもの。ジェルのメーカー各社ごとに多様な製品が出ており、一般的に紫外線灯（UVランプ）を用いてジェルを硬化させる。ジェルには、大別して、ハードジェルとソフトジェルがある（「ソークオフジェル」はソフトジェルのことを「除去液に浸して取れるジェル」という特徴を名前に表現した別称。「バイオジェル」、「カルジェル」は、共に世界的なソフトジェルメーカーのブランド固有名称）。ソフトジェルは、それ自体のみでネイルの長さをセンチ単位で出すことには向いておらず、ネイルサロンでは通常、2 - 3ミリの長さまでとしているところが多い。

## ネイルアートの材料・道具
ベースコート
マニキュアを塗る前に爪に塗布する、爪の保護剤。塗りが薄いと爪の変質の原因ともなる。アルコールで爪を予め拭いておくことで、ベースコートの定着が良くなる。
マニキュア
爪の表面に色を塗る。模様や絵を描いたりすることも多い。小さな筆（刷毛）で塗るほか、スポンジなどで型押しの様な効果を出したり、時にはエアブラシも使われる。
トップコート
塗ったマニキュアを保護したり、艶を与えたりする目的で、一連の動作の最後に塗るマニキュア保護剤。
エナメルリムーバー
マニキュア全般を取り除くために使われる溶剤。除光液ともいう。多くはアセトンが使われている。アセトンは蒸発が早いが、皮膚に吸収され易い溶剤であり、爪の成分を流出させることもある。
ファイル
専ら人工爪用のやすり。爪（人工爪）を削って長さや立体的形状を調整するのが目的で、比較的目が粗い分手早く削ることができる。これを用いて削ることを「ファイリング」と呼ぶ。電動式のものもある。
ファブリック （シルク）
長い爪を補強するための薄い布。ベースコートを塗布するとき爪に貼り込むことによって爪の強度が増す。多くはグラスファイバー製である。
エメリー
専ら自爪（地爪）に使われる目の細かいヤスリ。細かい調整ができるために付け爪の形を整えるためにも用いる。金剛砂を貼り付けたボード（エメリーボード）や紙（エメリーペーパー）等がある。
ストーン、シール、ビーズなど
マニキュアを塗った、または、スカルプチュア材を乗せた上に付けて飾る。
アートスティック
装飾補助具。ファブリックの貼り込み、ストーンなどを乗せるのに用いる。
ネイルピアス
爪に穴を開けて付ける飾り。ネイルチップやスカルプチュア（付け爪）に付けて使用する。

## ネイルアートの手順
自爪にネイルアートを施す際の一般的な流れは以下の通りである。フルウェルと呼ばれる自爪を全て覆ってしまうタイプの付け爪を使用する場合は、付け爪の形を調整し、同様の手順で付け爪に装飾を施した後に自爪に貼り付ける。
1. エメリーボードなどで自爪の形を整え、表面を滑らかにする。
2. ベースコートを塗り、乾燥させる。
3. マニキュアを塗る。単色の場合も発色を良くするため二度塗りをする。
4. トップコートを塗る前にストーンなどの固形の装飾を貼り付ける場合は、マニキュアが乾く前にそれらを貼り付ける。
5. トップコートを全体に塗る。2〜3日に一度、トップコートを上塗りすると表面の艶や装飾が劣化しにくい。

## 健康被害の問題
厚生労働省は、2010年9月に「ネイルサロンにおける衛生管理に関する指針（平成22年9月15日健発0915第4号）」を発令しており、ネイル業界によっても、これを遵守し、啓蒙するよう計画されている。
厚生労働省は、2010年6月に「ネイルサロンにおける衛生管理に関する指針（案）」を発表している。
「爪にカビが生えた」「接着剤が皮膚に誤って火傷」などの健康に関わるトラブルの発生も報告され、国民生活センターは2008年10月に注意を呼びかけた。
「火傷（やけど）」のトラブルは、市販のつけ爪の接着剤（いわゆる瞬間接着剤と同系統の成分）を誤って溢したことによるものである。
ネイルポリッシュ（マニキュア液）のリムーバー（除光液）やアクリルスカルプチュア及びソフトジェルネイルの除去液の主成分であるアセトンのサロンでの取り扱いについては、上記の2010.9厚労省指針に示される換気の規定をクリアすれば問題ない。しかし、一般家庭においての使用においても、換気が不十分な場合、他の家庭用化学製剤、例えば塩素系漂白剤や殺虫剤などと同様に、取扱う人及び傍にいる人に健康の悪影響を及ぼす可能性があるため、注意が必要である。
吸引以外による揮発性有機溶剤の事故としては、古くなり粘性の高くなったマニキュアの瓶に薄め液（ポリッシュシンナー／ソルベント）のつもりで除光液（リムーバー／アセトン）を注ぎ入れ、さらに攪拌のつもりで瓶を強く振り、その結果、高い蒸気圧が発生し容器瓶が破裂し、破片でケガをしたという事故が報告されている。消費者は、ネイル商品の取り扱いには注意を心掛ける必要があり、また、特にメーカーあるいは輸入販売者は、分かりやすい取り扱いの注意表示などに努める必要がある。
爪カビ（爪水虫）と呼ばれるものの問題については、主な原因となるものに緑膿菌と白癬菌がある。
緑膿菌は常在菌として生活環境の中に普通に存在する。したがって、付け爪の装着あるいは施術を行う際にいくら衛生的に行っても、日数経過で付け爪に浮き（人工爪が自爪からわずかでも剥離すること）がでれば、そこに運悪く緑膿菌が入り込む可能性はある。そのまま放置された場合、緑膿菌は、そこに水分と微量の栄養素（汚れなど）があれば繁殖し始める。予防策としては、付け爪は3週間（浮きの出やすい爪質では2週間）以上付け放しにせず、正しい補修または付け替えを行うことが大切である。
白癬菌による爪カビは足の指にできる水虫と同源である。付け爪やネイルアートをしていることで発生の確率が高まるというものではなく、公衆浴場の足マットを踏まない、家族に水虫の人がいる場合はその家族の水虫治療を行う、などが大切である。
「かぶれ」は、ネイル材料の化学成分に対するアレルギーである。もともとの体質に拠るところが大きいが、過度な甘皮の処理や、頻繁なマニキュアの塗り替えでの除光液による皮膚の脱脂現象と乾燥は、皮膚組織を無防備にするため、アレルギーの引き金になる場合もある。また、アクリルスカルプチュアの材料であるアクリルモノマーや下地調整塗布剤（シーラー）などは、皮膚につくと痒みが出る場合もある。